# カトリック連盟
カトリック連盟（ドイツ語: Katholische Liga、リーガ）は、神聖ローマ帝国において、1609年7月10日にプロテスタント同盟（1608年結成、ウニオン、ウニオーン）に対抗し、『カトリック信仰の防衛と帝国の平和』を旗頭に結成されたカトリック系領邦国家による同盟。フランスにおけるカトリック同盟に範をとったが、同同盟ほどに剛直ではなく、当初はプロテスタント同盟の政治的対抗組織として活動した。
しかしながら、住民レベルにおけるカトリック・プロテスタント両教徒の対立が高まるようになり、遂には、1618年5月23日プラハ窓外投擲事件が発生、両者の対立は頂点を迎え、三十年戦争の第一段階であるボヘミア・プファルツ戦争へと至る。

## 背景
第一回シュパイアー帝国議会（1526年）を確認する形で、1555年アウクスブルクの和議によりドイツ・ルター派とカトリック領邦諸国は戦争を終結させた。
同和議は以下の事項を定めた。
- 225のドイツ諸邦の領主は自らの良心に従って、自領の信仰（ルター派かカトリック教会）を選ぶことができ、そして領民にはその信仰に従わせる（「領民は、その土地の宗派を信仰する（cuius regio, eius religio）」（英語版）又は領邦教会制度（ドイツ語版））。
- 教会領に住むルター派は各自の信仰を続けることができる。
- ルター派は1552年のパッサウ条約以降にカトリック教会から獲得した領地を保つことができる。
- ルター派に改宗した司教領主は自らの領地を放棄する必要がある（reservatum ecclesiasticumの原則）。

すなわち、ルター派かカトリックのいずれが選択した領邦の住民は、領邦のそれと異なる宗派の信仰を維持できないこととなった。
同和議により、国内の宗教的対立は一時的に沈静化したものの、根本的な解決とはなっていなかった。新旧両勢力とも和議の内容を都合よく解釈し、特にルター派は、それを暫定条約に過ぎないとみなしていた。さらに、ドイツにもカルヴァン派が急速に拡大し、第三勢力を形成しつつあったが、アウクスブルクの和議はこれらの勢力を想定したものではなかった。

## カトリック連盟の結成

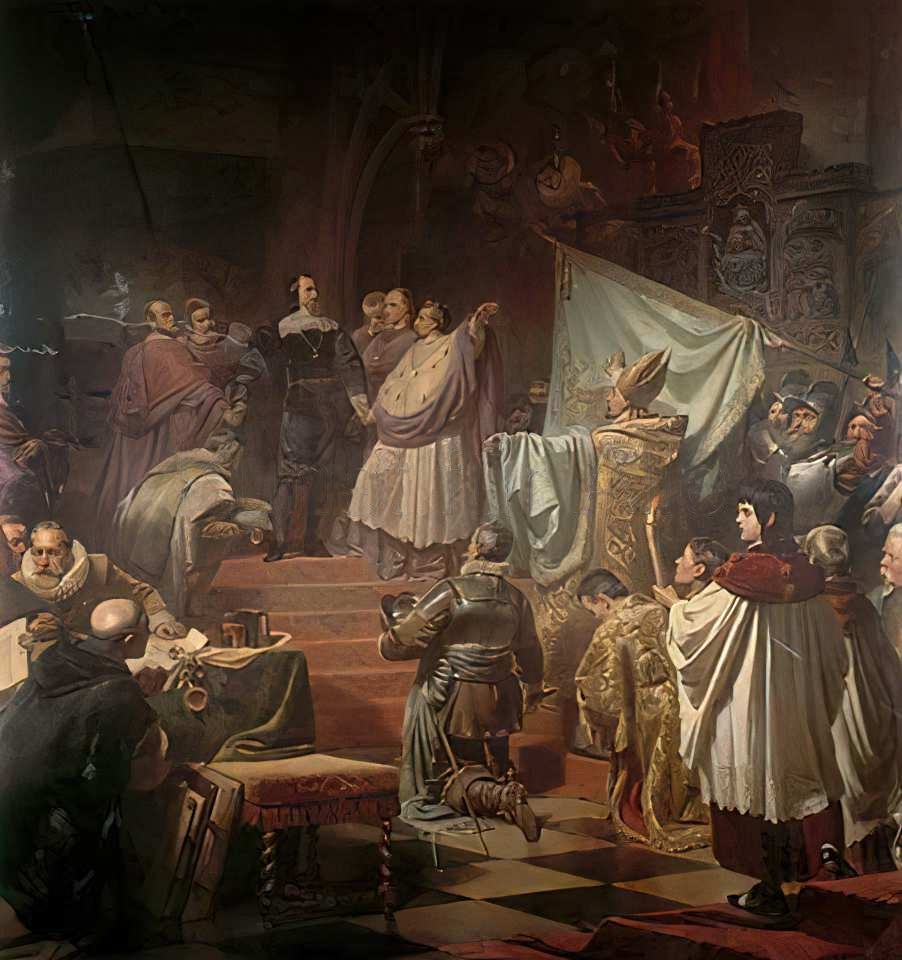
カール・フォン・ピロティー画「カトリック連盟の結成」

1606年4月25日聖マルコの日、バイエルンの帝国自由都市ドナウヴェルトにおいて、五人の僧侶に率いられたカトリックの集団が、隣接するアウゼスハイム（Ausesheim）に向け、旗を掲げ、賛美歌を歌い街を通り抜けようとした。その時、同市の多数派であるルター派の意を受けた評議員が、同市の規約を示しこれを禁じ、旗を降ろし歌うことを禁じて、街を通らせるという事件（十字架と旗の戦い Kreuz-und Fahnengefecht）が発生した。
アウクスブルク司教の抗議を受け、神聖ローマ皇帝ルドルフ2世は、以後、カトリック教徒の権利を侵害するのであれば、帝国アハト刑を適用する旨、同市に警告した。しかし、翌年も同様の対立が起こり、聖マルコの祝祭の行列は締め出された。
ルドルフ2世は、同市に対して帝国アハト刑の適用を宣言し、弟であるバイエルン公マクシミリアンに執行を命じた。バイエルン公の軍を前に同市は降伏、帝国法によると、懲戒処分はカトリック教徒のバイエルン公ではなく、同一のクライスに属するヴュルテンベルク公（ルター派）により執行されるべきものであったが、マクシミリアンは、事実上、この帝国自由都市を接収してしまった。
同年、アウクスブルク帝国議会において、議会の多数派を占めるカトリック側は、1552年以降占有された教会領の回復を条件としたアウクスブルクの和議（1555年）の修正案を決議した。この動きに対して、1608年5月14日プロテスタント側の諸侯は、プファルツ選帝侯フリードリヒ4世を盟主としてプロテスタント同盟を結成した。
これに対抗して、マクシミリアン1世はカトリック諸侯に同盟を呼びかけ、翌1609年7月5日、聖職者である選帝侯らはマクシミリアン1世に賛同することを表明し、賛同者を増やしていった。
同月中にアウクスブルク司教領、コンスタンツ司教領、パッサウ司教領、レーゲンスブルク司教領及びヴュルツブルク司教領の代表者がミュンヘンに招集された。一方、反対の意を表していたザルツブルク大司教領には声がかからず、アイヒシュテット司教は参加を躊躇していた。同月10日、『カトリック信仰の防衛と帝国の平和』のための同盟が結成されることが決議され、カトリック連盟が組織された。この同盟の最も重要な規制は、加盟者相互の闘争の禁止であり、紛争解決には闘争に代え、帝国法によるか、法が奏功しない場合は、連盟内の調停により解決するというものであり、それは、ある加盟者が攻撃されたときは、相互に兵を出して援助するか、司法上の支援をするというものであった。マクシミリアン1世が首座となり、アウクスブルク司教、パッサウ司教及びヴュルツブルク司教が顧問となった。
ただし、このミュンヘン議会は連盟の体制作りには失敗している。6月18日、選帝侯であるマインツ大司教、ケルン大司教及びトリーア大司教は、20000名の兵を編成することを提案した。彼らは、マクシミリアン1世を連盟の長とし、8月30日にマインツ大司教を共同首座としたミュンヘン合意に従うことを宣言するという構想をしていた。
体制作りのため、いくつか会議が開催された。翌年2月10日にはオーストリア大司教とザルツブルク大司教をのぞく、主だった司教領の及び数多くの小規模の司教領の代表がヴュルツブルクに、連盟の組織、資金、軍備に関し決定するため集った。これが、カトリック連盟の実質的な開始である。マクシミリアン1世から知らせを受けたローマ教皇、神聖ローマ皇帝及びスペイン国王は、進んで協力することとした。
連盟の問題は準備不足であり、同年4月になっても資金は支払われず、マクシミリアン1世は辞任の危機にあった。これを避けるため、オーストリアに従った役割を期待されているスペインは、マクシミリアン1世の責任を問えるという条件を放棄したし、教皇は更なる援助を約束した。
ユーリヒ＝クレーフェ継承戦争とアルザスにおけるプロテスタント同盟の好戦的な態度は、カトリック連盟とプロテスタント同盟間の戦争は不可避な様相を呈してきた。

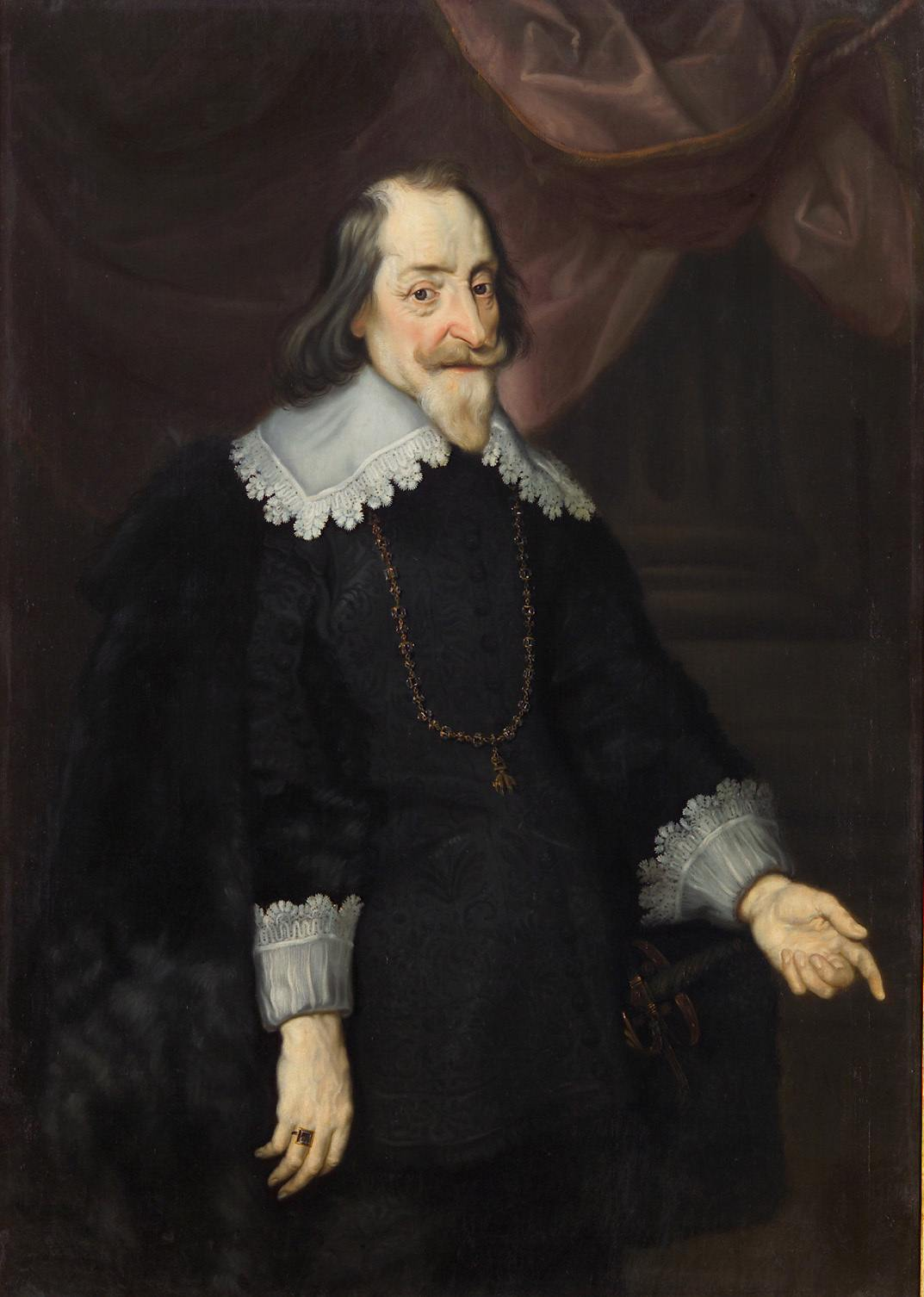
バイエルン公マクシミリアン1世

1613年、レーゲンスブルク帝国議会において、オーストリア大公国が連盟に参加した。こうして、連盟は、マクシミリアン1世、アルブレヒト・オーストリア大公及びオーストリア大公マクシミリアン3世の3人の指導者を迎えることになった。連盟の目的はいまや、『キリスト教社会の合法的防衛』となっていた。オーストリアの参加は、連盟に、皇帝とボヘミア及び低地オーストリアのプロテスタント諸侯との対立をもたらし、それは、三十年戦争の開戦の前哨となった。
オーストリア大公マクシミリアン3世、マインツ大司教及びトリーア大司教が、アウクスブルク司教とエルヴァンゲン修道院長を、バイエルンの幹部に迎えようとするのに抗議したのに対し、マクシミリアン1世はレーゲンスブルクの決議を受け入れることを拒否し、連盟における地位を辞任した。そして、1617年5月27日、バイエルン公国はバンベルク司教領、アイヒシュテット司教領、ヴュルツブルク司教領及びエルヴァンゲン修道院領と別の同盟を組み、その状況が9年間続いた。
1618年末になって、ボヘミアとオーストリアにおける皇帝の地位はだんだん危うくなってきた。支援を求め、皇帝は連盟を再興しようとし、聖職諸侯の会議が何度か行われ、当初の目論見で再興することが決められた。こうして、ライン流域を中心とするマインツ大司教が代表するグループと、バイエルン公に率いられた高地ドイツのグループの二つのグループが連盟内に発生し、これらは、軍組織も財源も異にしていた。マクシミリアン1世が全軍を統括できるのはライン地方で統率を取るときのみであった。
同年、ボヘミア王でもあった神聖ローマ皇帝マティアスの死後、フェルディナント2世がボヘミア王もあわせ跡を継ぎ、1619年8月26日及び27日フリードリヒ5世が国王に就任した。皇帝選挙後、フェルディナント2世はフランクフルトにおいて、聖職諸侯に対して支援を持ちかけた。
こうして、ようやく、歩兵21,000人、騎兵4,000人による軍団が構成された。このうち、7,000人は、ヴュルツブルクからの支援を得たバイエルン公国からの軍団であり最大勢力であった。指揮官には、ブラバント公の一族であるティリー伯ヨハン・セルクラエスが就いた。
1620年7月3日カトリック連盟の30,000人の軍勢を前に、10,000人ほどの兵力であったプロテスタント同盟は、オーストリア・ボヘミアにおける停戦に合意した。

## 戦争におけるカトリック連盟

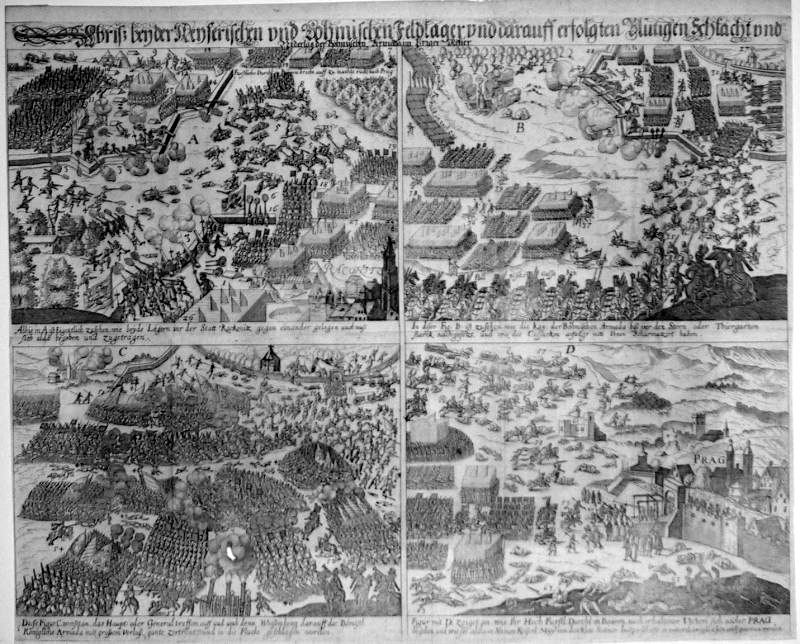
白山の戦い

同月中に軍団は、高地オーストリアに移動、1620年12月8日プラハ北方における白山の戦いにティリー伯は勝利し、味方の被害を700人に抑えながら、敵の半数を殺戮ないし捕獲した。皇帝はボヘミアの支配を回復し、三十年戦争の緒戦はカトリック連盟の優勢に終わった。
ボヘミア戦争終了後、連盟の軍団は中部ドイツで戦った。しかし、1622年4月27日ミンゴロスハイムの戦い敗戦後は、スペイン軍と共闘を組むようになり、5月6日バーデン・ドゥルラッハ辺境伯とのヴィンプフェンの戦いに勝利する。これらの勝利の後、11週間の包囲の後、9月19日プロテスタント同盟の本拠地であるプファルツ選帝侯領の首都であるハイデルベルクを占拠、結果、フリードリヒ5世は、三十年戦争から手を引くこととなった。プロテスタント側は、クリスティアン・フォン・ブラウンシュヴァイク＝ヴォルフェンビュッテルが別の兵を挙げたが、シュタットローンの戦いで、15,000の兵のうち、13,000を失うという大敗を期した。この大勝利によって、三十年戦争における「プファルツ期」、つまりプロテスタント反乱の時期は終わった。

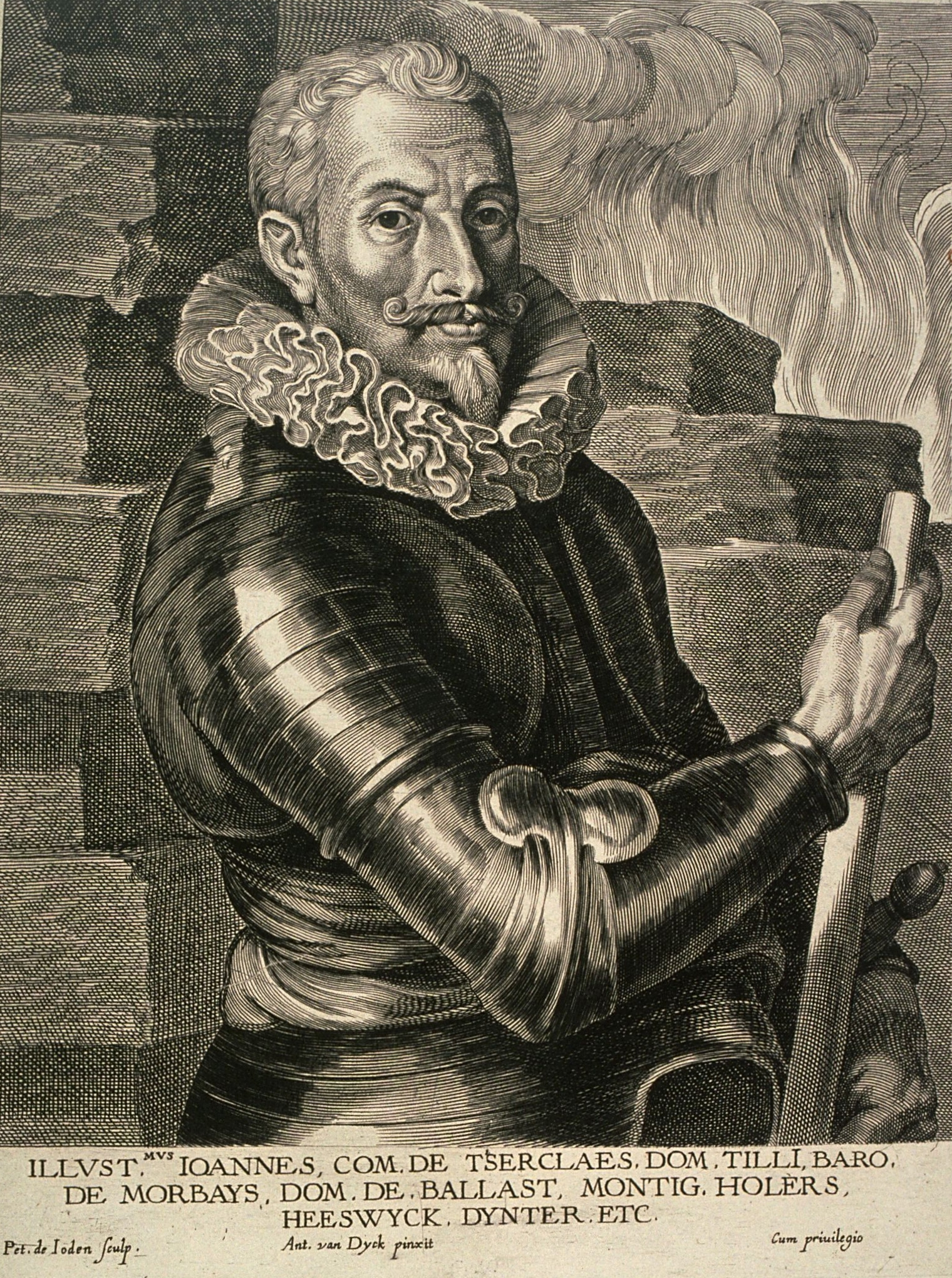
ティリー伯ヨハン・セルクラエス（アンソニー・ヴァン・ダイク画）

その後、1625年、デンマーク＝ノルウェー王クリスチャン4世が、プロテスタントとしての信教上の立場と北部ヨーロッパでの覇権を求め参戦し、三十年戦争は新たな様相を呈する。
1626年8月26日及び27日、連盟軍はデンマーク軍とルッターの戦いを戦い、デンマーク軍はおよそ6,000の兵を失い、2,500の捕虜を出すなど、連盟軍の大勝利となった。この敗戦と、ヴァレンシュタインに対する敗戦により、デンマークは、1629年5月に「リューベックの和約」を締結し戦線より後退、カトリック連盟は、ドイツ全土を影響下に置くなど、その全盛期を迎えた。
しかし、帝国の覇権の危機は、1630年スウェーデン王グスタフ・アドルフの参戦によりもたらされた。
グスタフ･アドルフは軍をポメラニアに上陸させ北部ドイツの諸侯と同盟を組もうとしたが、連盟軍はスウェーデンを支援するマグデブルクを1631年3月20日から2ヶ月包囲、5月20日までに累計して40,000人の犠牲者を出した（マクデブルクの戦い）。この虐殺は火攻めによるもので30,000人の住民のうち、25,000人が犠牲になっている。
この虐殺は、味方を含めた多くの諸侯の反発を招き、日和見気味であった一部の諸侯を反皇帝勢力に走らせることになった。ティリー伯が命じたものであるかは不明である。マグデブルクは、エルベ川流域で戦略的に重要な都市であり、スウェーデンに対する補給拠点であった。従って、破却ではなく占領するのが戦略的に当然の行動であったはずである。
皇帝側の内部対立もあり、1630年フェルディナント2世は、ヴァレンシュタインを解任した。そうして、カトリック連盟は皇帝の管理下に入ることとなった。

## カトリック連盟の終焉
1631年（第一次）ブライテンフェルトの戦いで、ティリー伯に率いられたカトリック連盟は、スウェーデン軍に敗退する。翌1632年、両者はレヒ川にて会戦し、ティリー伯は負傷（後に死亡）、主導権はカトリック連盟からグスタフ･アドルフが率いるプロテスタント同盟に移った。バイエルン公国の首都であるミュンヘンすら占領され、以降、カトリック連盟は戦争において重要な位置を占めなくなった。
1635年5月30日、内戦を終結させるべく神聖ローマ皇帝フェルディナント2世と帝国内のプロテスタント領邦の大部分との間で 、1629年に発布したプロテスタントの権利を圧迫する「復旧令」（独: Restitutionsedikt）を取り下げて、1627年12月12日に再確認されたアウクスブルクの和議の体制に戻すというプラハ条約が締結された。この条約で、諸侯間の同盟が禁じられたためカトリック連盟も消滅することとなった。
この条約は、諸国間の戦闘行為を終結させただけでなく、君臣信教一致（cuius regio, eius religio）の原則又は領邦教会制度が帝国内で確立することにより、宗教が国家間の紛争の原因となることが終焉した。 